# Bitwa pod La Tremblaye
Bitwa pod La Tremblaye – starcie zbrojne, które miało miejsce 15 października 1793 roku w okolicach Cholet. Była jedną z bitew stoczonych podczas wojny w Wandei. Zakończyła się zwycięstwem sił Republiki nad powstańcami wandejskimi.

## Przed bitwą
Republikańska Armia z Mainz kontynuowała swój pochód i paliła wszystko, co napotkała na swojej drodze. W dniu 13 października zajęła Clisson. Następnie, 14 października opanowała Tiffauges oraz Torfou. 13 października Charles de Royrand, stojący na czele 3 tys. żołnierzy ze środkowego ugrupowania Wielkiej Armii Katolickiej i Królewskiej schronił się w Mortagne, po odepchnięciu jego oddziałów przez dywizję z Luçon pod wodzą generała Antoine’a Barda (liczącą 3,5 tys. żołnierzy), która wcześniej spaliła miejscowości Les Herbiers oraz La Verrie.
Niemniej jednak, wandejscy generałowie postanowili opuścić Mortagne i wycofać się do Cholet, jednocześnie odsyłając artylerię do Beaupréau. Rozkaz został natychmiast wykonany. 15 października oddziały rządowe generała  Klébera wkroczyły do opuszczonego miasteczka Mortagne, gdzie spotkali 1,5 tysiąca republikańskich jeńców, których Wandejczycy pozostawili w więziennych celach.
W międzyczasie republikański generał Alexis Chalbos przegrupował swoje oddziały pod Bressuire i postępował  naprzód. Trzy republikańskie armie zbliżały się ku sobie w trakcie marszu w kierunku Cholet, gdzie miało dojść do decydującej bitwy.

## Przebieg bitwy
Wandejscy generałowie D'Elbée, Lescure, Bonchamps i Royrand rozlokowali swoje oddziały pod Saint-Christophe-du-Bois.  Wcześniej jednak D'Elbée wysłał do Charette'a list, w którym prosił go o przeprowadzenie ataku na skrzydło sił republikańskich. Nie otrzymał jednak żadnej odpowiedzi.
W dniu 15 października oddziały Armii z Mainz oraz dywizja z Luçon przystąpiły do ataku w pobliżu zamku La Tremblaye, położonego na południowym zachodzie względem Cholet. Lescure'owi udało się odepchnąć dywizję z Luçon, której żołnierze byli zmęczeni wielodniowym marszem. Rannego generała Barda zastąpił jego asystent, Marceau. Jednak później oddziały republikańskie zostały wzmocnione przez oddziały Beaupuya, co pozwoliło republikanom odepchnąć rojalistów. Lescure zajęty był grupowaniem swoich ludzi, gdy pocisk trafił go w głowę, ciężko raniąc wandejskiego generała. Podłamani tym zdarzeniem rojaliści – myśląc, że generał został zabity – wycofali się do Cholet.

## Następstwa bitwy
Tego samego wieczoru w Cholet odbyła się narada dowódców strony rojalistycznej. W tym czasie żołnierze republikańscy obozowali już pod miastem. Wandejscy generałowie mieli zamiar bronić miejskiego rynku, jednak żołnierze mieli mało amunicji, natomiast artyleria i proch znajdowały się w Beaupréau pod opieką generała Marigny'ego. Antoine Philippe de La Trémoille został wysłany przez dowództwo z zadaniem pozyskania amunicji, lecz do godziny 4:00 nad ranem wciąż nie powrócił.
Ostatecznie rojalistyczni generałowie postanowili opuścić Cholet i wycofać się do Beaupréau, pozostawiając miasto na pastwę republikanów.